# サラワクFA
サラワクFA（マレー語: Persatuan Bola Sepak Sarawak、英: Football Association of Sarawak）は、マレーシアのサラワク州サッカー協会に所属するサッカークラブであった。

## 概要
サラワク州の州都クチンを本拠地としている。前身となるクチン・ワンダラーズは1924年に結成された。現在のようなサラワクサッカー協会のクラブの形になったのは1974年。
同じボルネオ島にあるサバ州のサバFAとはライバル関係にあり、両者の対戦はボルネオダービーとして盛り上がる。
2019年にマレーシア・プレミアリーグで11位となり、プレーオフで同郷のクチンFAに敗れてマレーシアM3リーグへの降格が決まった。シーズン終了後、サラワク州サッカー協会はプレミアリーグにいたセランゴール・ユナイテッドを買収し、本拠地も移転してサラワク・ユナイテッドFCに改名した。これによりサラワクFAチームはサラワク・ユナイテッドFCのリザーブチームという位置付けになった。
2021年、資金不足を理由にM3リーグから撤退して解散。

## 獲得タイトル

### 国内タイトル
- マレーシアサッカーリーグ：1回
  - 1997
- マレーシア・プレミアリーグ：1回
  - 2013
- ピアラFAマレーシア：1回
  - 1992
- マレーシア・カップ：1回
  - 1999
- マレーシア・チャリティーシールド：1回
  - 1998
- ボルネオ・カップ：7回
  - 1965, 1966, 1969, 1981, 1982, 1983, 1986

## 現所属メンバー
注：選手の国籍表記はFIFAの定めた代表資格ルールに基づく。
| No. | Pos. |            | 選手名                                       |
| --- | ---- | ---------- | -------------------------------------------- |
| 1   | GK   | マレーシア | フローリアン・リソン・ラエス                 |
| 2   | DF   | マレーシア | ロニー・ハルン                               |
| 3   | DF   | ブラジル   | デメルソン                                   |
| 6   | DF   | マレーシア | Izray Iffarul Roslan                         |
| 7   | MF   | マレーシア | Shamie Iszuan                                |
| 8   | MF   | マレーシア | トミー・マワット・バダ                       |
| 9   | FW   | クロアチア | マテオ・ロスカム()                           |
| 11  | MF   | マレーシア | ハフィズ・アブ・バカル                       |
| 12  | DF   | マレーシア | ラメシュ・ライ                               |
| 13  | DF   | マレーシア | ズラズラン・イブラヒム                       |
| 14  | DF   | マレーシア | モハマド・ナジュムッディーン・マット・ヌール |
| 16  | MF   | マレーシア | シャーロル・サペリ                           |
| 17  | DF   | マレーシア | ハイロル・ロクタル                           |
| 18  | GK   | マレーシア | ズル・モヒ                                   |
| 20  | MF   | マレーシア | シュレーン・タムビ                           |

| No. | Pos. |              | 選手名                                   |
| --- | ---- | ------------ | ---------------------------------------- |
| 21  | GK   | マレーシア   | アイディル・モハマド                     |
| 22  | DF   | マレーシア   | マズワンディ・ゼケリア                   |
| 23  | MF   | マレーシア   | ダルグリシュ・パピン・テスト             |
| 24  | DF   | マレーシア   | ズルファドリ・アワング・マライェフ       |
| 25  | GK   | マレーシア   | シャーリル・サーリ                       |
| 26  | MF   | マレーシア   | アフィフ・ハッサン                       |
| 27  | FW   | マレーシア   | ハフィス・サペリ                         |
| 28  | MF   | マレーシア   | カマルッディーン・ボハン                 |
| 29  | FW   | マレーシア   | アレクサンダー・ジェローム               |
| 30  | FW   | マレーシア   | ラヒム・ラザク                           |
| 32  | DF   | マレーシア   | ジミー・レイモンド                       |
| 34  | FW   | マレーシア   | ノル・アジジ・ラムリー                   |
| 35  | DF   | マレーシア   | ロドニー・セルヴィン・アクウェンシヴィエ |
| 51  | MF   | シンガポール | サヒル・スハイミ                         |
| 52  | MF   | モンテネグロ | ミロシュ・ライチコヴィッチ               |

出典:

## 歴代監督
- Mohamad Poasa Sahar 1979-1981
- Wan Edrus Wan Alwi 1982
- Alan Bradshaw 1983
- Chow Kwai Lam 1984
- Mohamad Che Su 1985-1987
- Awang Mahyan Awang Mohamad 1988-1989
- Abdul Wahet Uji 1990-1991, 2005
- Alan Vest 1992-1998
- Abdul Jalil Rambli 1999-2003, 2005-2006
- Trevor James Morgan 2004
- Pengiran Bala 2007, 2017
- Mohammad Mentali 2007-2008
- Kunju Jamaluddin
- Ahmad Fairuz Yunus 2008
- Haji Tuan Haji Mohd Zaki Sheikh Ahmad 2009-2001
- ロベルト・アルベルツ 2008-2009, 2011-2015

## 歴代所属選手
- オン・キム・スウィー 1993-1994 現U-22サッカーマレーシア代表監督
- キム・グラント 2004
- クルニアワン・ドゥイ・ユリアント（英語版） 2005-2006